# Eunidia cordifera
Eunidia cordifera là một loài bọ cánh cứng trong họ Cerambycidae.